# تاماس سابو (كاهن كاثوليكي)
تاماس سابو (بالمجرية: Szabó Tamás)‏ هو كاهن كاثوليكي ومدرس مجري، ولد في 30 أكتوبر 1956 في Zirc ‏ في المجر.